# 마블 엔터테인먼트
마블 엔터테인먼트(영어: Marvel Entertainment, LLC)는 1998년 6월에 마블 엔터프라이즈와 토이 비즈의 합병으로 설립된 미국의 엔터테인먼트 회사이다. 월트 디즈니 컴퍼니의 자회사로 마블 코믹스의 만화책과 마블 시네마틱 유니버스의 영화를 제작하는 것으로 유명하다.
2009년 월트 디즈니 컴퍼니는 마블 엔터테인먼트를 40억 달러에 인수했으며, 이후 유한 책임 회사(LLC)가 되었다. 또한 마블 엔터테인먼트는 소니 픽처스 엔터테인먼트와 유니버설 스튜디오와의 영화 라이선스 계약을 맺었다.

## 자회사
- 마블 코믹스
- 마블 스튜디오
- 마블 애니메이션

## 주요작품 목록
- 마블 코믹스 원작의 영화 작품 목록

#### 장편 영화
| 연도 | 제목                               | 레이블               | 배급사                                                          | 공동 제작 스튜디오   |
| ---- | ---------------------------------- | -------------------- | --------------------------------------------------------------- | -------------------- |
| 2008 | 아이언맨                           | Marvel Studios       | 파라마운트 픽처스                                               | Marvel Entertainment |
| 2008 | 인크레더블 헐크                    | Marvel Studios       | 유니버설 픽처스                                                 | Marvel Entertainment |
| 2008 | 퍼니셔 2                           | Marvel Entertainment | 라이온스 게이트 (North America) 콜럼비아 픽처스 (International) |                      |
| 2009 | 엑스맨 탄생: 울버린                | Marvel Entertainment | 20세기 폭스                                                     |                      |
| 2010 | 아이언맨 2                         | Marvel Studios       | 파라마운트 픽처스                                               | Marvel Entertainment |
| 2011 | 토르: 천둥의 신                    | Marvel Studios       | 파라마운트 픽처스                                               | Marvel Entertainment |
| 2011 | 엑스맨: 퍼스트 클래스              | Marvel Entertainment | 20세기 폭스                                                     |                      |
| 2011 | 퍼스트 어벤져                      | Marvel Studios       | 파라마운트 픽처스                                               | Marvel Entertainment |
| 2011 | 고스트 라이더 3D: 복수의 화신      | Marvel Entertainment | 콜럼비아 픽처스                                                 |                      |
| 2012 | 어벤져스                           | Marvel Studios       | 월트 디즈니 스튜디오스 모션 픽처스                              | 파라마운트 픽처스    |
| 2012 | 어메이징 스파이더맨                | Marvel Entertainment | 콜럼비아 픽처스                                                 |                      |
| 2013 | 아이언맨 3                         | Marvel Studios       | 월트 디즈니 스튜디오스 모션 픽처스                              | 파라마운트 픽처스    |
| 2013 | 더 울버린                          | Marvel Entertainment | 20세기 폭스                                                     |                      |
| 2013 | 토르: 다크 월드                    | Marvel Studios       | 월트 디즈니 스튜디오스 모션 픽처스                              |                      |
| 2014 | 캡틴 아메리카: 슈퍼 솔저           | Marvel Studios       | 월트 디즈니 스튜디오스 모션 픽처스                              |                      |
| 2014 | 어메이징 스파이더맨 2              | Marvel Entertainment | 콜럼비아 픽처스                                                 |                      |
| 2014 | 엑스맨: 데이즈 오브 퓨처 패스트    | Marvel Entertainment | 20세기 폭스                                                     |                      |
| 2014 | 가디언즈 오브 갤럭시               | Marvel Studios       | 월트 디즈니 스튜디오스 모션 픽처스                              |                      |
| 2015 | 어벤져스: 에이지 오브 울트론       | Marvel Studios       | 월트 디즈니 스튜디오스 모션 픽처스                              |                      |
| 2015 | 앤트맨                             | Marvel Studios       | 월트 디즈니 스튜디오스 모션 픽처스                              |                      |
| 2015 | 판타스틱 4                         | Marvel Entertainment | 20세기 폭스                                                     |                      |
| 2016 | 데드풀                             | Marvel Entertainment | 20세기 폭스                                                     |                      |
| 2016 | 캡틴 아메리카: 시빌 워             | Marvel Studios       | 월트 디즈니 스튜디오스 모션 픽처스                              |                      |
| 2016 | 엑스맨: 아포칼립스                 | Marvel Entertainment | 20세기 폭스                                                     |                      |
| 2016 | 닥터 스트레인지                    | Marvel Studios       | 월트 디즈니 스튜디오스 모션 픽처스                              |                      |
| 2017 | 로건                               | Marvel Entertainment | 20세기 폭스                                                     |                      |
| 2017 | 가디언즈 오브 갤럭시 VOL. 2        | Marvel Studios       | 월트 디즈니 스튜디오스 모션 픽처스                              |                      |
| 2017 | 스파이더맨: 홈커밍                 | Marvel Studios       | 콜럼비아 픽처스                                                 |                      |
| 2017 | 토르: 라그나로크                   | Marvel Studios       | 월트 디즈니 스튜디오스 모션 픽처스                              |                      |
| 2018 | 블랙 팬서                          | Marvel Studios       | 월트 디즈니 스튜디오스 모션 픽처스                              |                      |
| 2018 | 어벤져스: 인피니티 워              | Marvel Studios       | 월트 디즈니 스튜디오스 모션 픽처스                              |                      |
| 2018 | 데드풀 2                           | Marvel Entertainment | 20세기 폭스                                                     |                      |
| 2018 | 앤트맨과 와스프                    | Marvel Studios       | 월트 디즈니 스튜디오스 모션 픽처스                              |                      |
| 2018 | 베놈                               | Marvel Entertainment | 콜럼비아 픽처스                                                 |                      |
| 2019 | 캡틴 마블                          | Marvel Studios       | 월트 디즈니 스튜디오스 모션 픽처스                              |                      |
| 2019 | 어벤져스: 엔드게임                 | Marvel Studios       | 월트 디즈니 스튜디오스 모션 픽처스                              |                      |
| 2019 | 엑스맨: 다크 피닉스                | Marvel Entertainment | 20세기 폭스                                                     |                      |
| 2019 | 스파이더맨: 파 프롬 홈             | Marvel Studios       | 콜럼비아 픽처스                                                 |                      |
| 2020 | 엑스맨: 뉴 뮤턴트                  | Marvel Entertainment | 20세기 스튜디오                                                 |                      |
| 2021 | 블랙 위도우                        | Marvel Studios       | 월트 디즈니 스튜디오스 모션 픽처스                              |                      |
| 2021 | 샹치와 텐 링즈의 전설              | Marvel Studios       | 월트 디즈니 스튜디오스 모션 픽처스                              |                      |
| 2021 | 베놈 2: 렛 데어 비 카니지          | Marvel Entertainment | 콜럼비아 픽처스                                                 |                      |
| 2021 | 이터널스                           | Marvel Studios       | 월트 디즈니 스튜디오스 모션 픽처스                              |                      |
| 2021 | 스파이더맨: 노 웨이 홈             | Marvel Studios       | 콜럼비아 픽처스                                                 |                      |
| 2022 | 모비우스                           | Marvel Entertainment | 콜럼비아 픽처스                                                 |                      |
| 2022 | 닥터 스트레인지: 대혼돈의 멀티버스 | Marvel Studios       | 월트 디즈니 스튜디오스 모션 픽처스                              |                      |

## 같이 보기
- 마블 유니버스
- 마블 시네마틱 유니버스
- 마블 익스피리언스(en:Marvel Experience) - 아시아 최초로 부산광역시에서 개최 예정